# Myliobatis chilensis
The Chilean eagle ray (Myliobatis chilensis) là một loài cá in the Myliobatidae family. Found off the coasts of Chile và Peru, its natural habitat is open seas.

## Hình ảnh

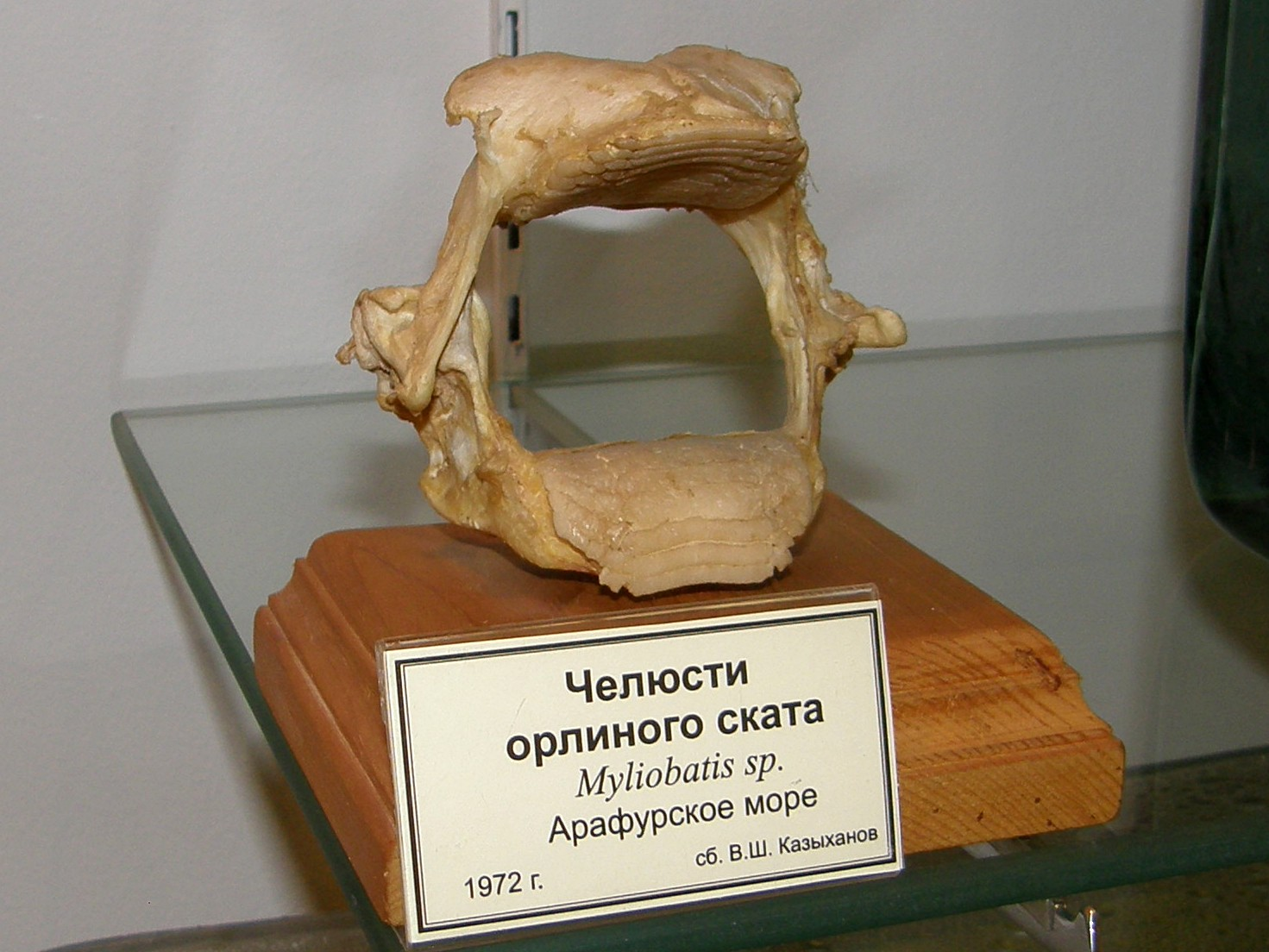
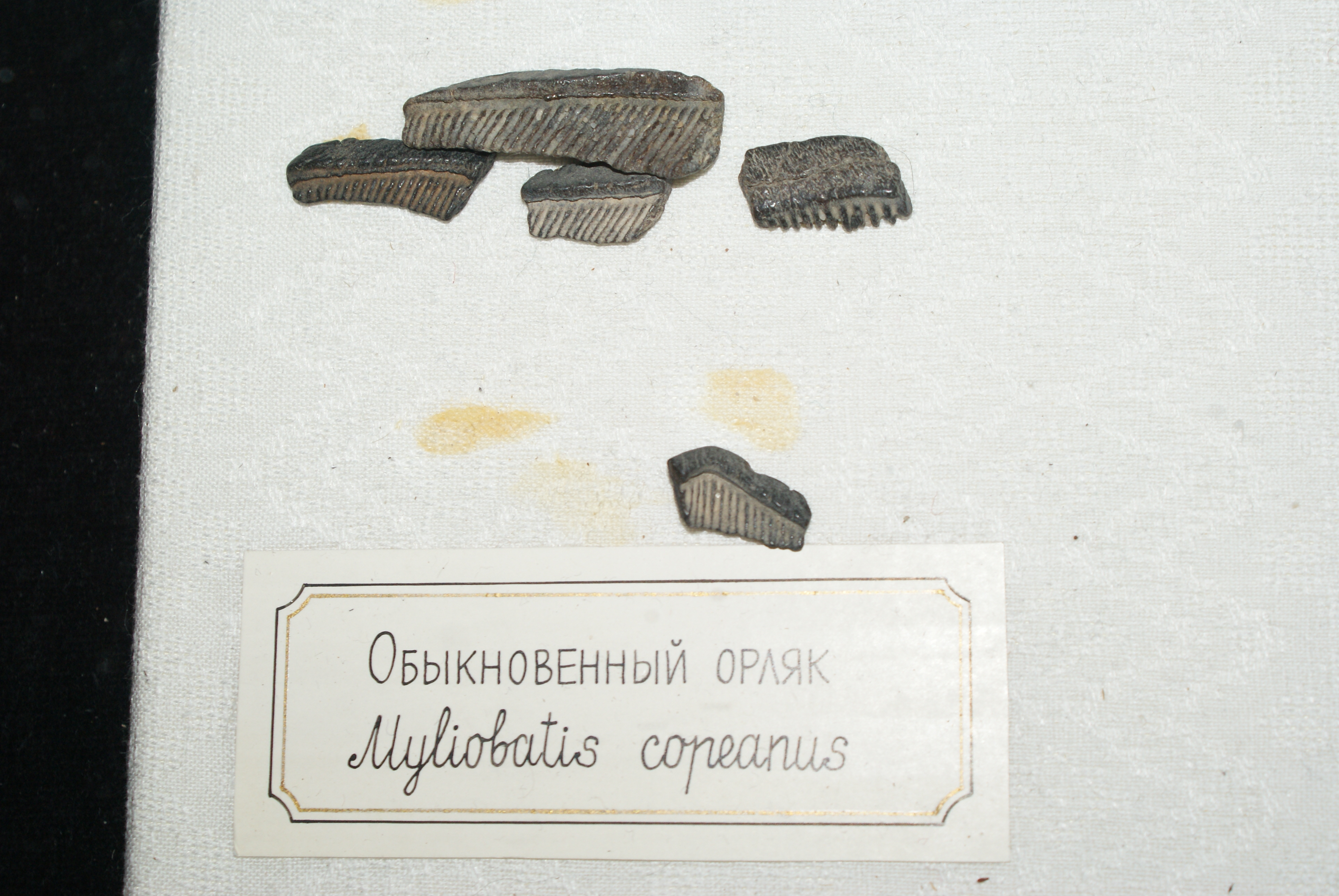
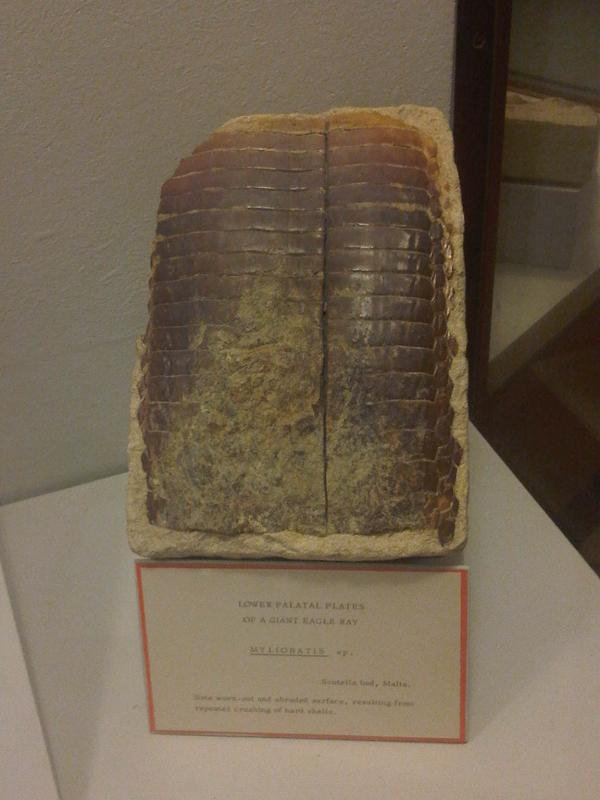